# Manysik
A manysik (régiesen: vogulok) Nyugat-Szibériában, az Urál-hegység keleti lejtőin, az Ob alsó folyásának baloldali mellékfolyói mentén, a Tyumenyi területhez tartozó Hanti- és Manysiföld nyugati részén élő népcsoport.
A manysik – a hantik (régiesen: osztjákok) mellett – a magyarok legközelebbi nyelvrokonai, mely a XIX. század óta bizonyított tény. A magyar nyelv és a manysi nyelv közeli rokonságát a kor egyik legkiválóbb nyelvésze, Budenz József bizonyította be végérvényesen, aki a kor legjobb mestereinél tanulta a nyelvészetet. A két nyelv közeli rokonságát bizonyítják a két nyelv közötti nyelvtani párhuzamok, a finnugor eredetű alapszókincs, valamint a magyar és a manysi nyelv közötti számos rendszeres hangmegfelelés is.

## Manysik

Hanti- és Manysiföld Oroszország térképén

A manysik (saját nemzeti nevükön: manysz, mányszi, a komiknál: jögrajak (jögra-nép), a régi orosz évkönyvekben: jugri, orosz eredetű régies magyar elnevezéssel: vogulok) a finnugor nyelvrokonság alapján a magyarság legközelebbi nyelvrokonai. Elterjedt tévhit, hogy a krónikákban szereplő, Szkítiával keletről határos Regnum Jurianorum a manysikra utalna, azonban ennek a névnek Jugriával való azonosítása Hunfalvy Pál önkényes következtetése, ami annyira elterjedt a köztudatban, hogy a Pallas nagy lexikona tényként közli a sosemvolt joraiani népnevet.
Számuk mintegy 6000-7000 fő (az 1940-es években: 6342) Szibéria nyugati részében az Ural hegységtől az Ob folyamig, s a Tavda folyótól dél felé a Szigváig, az É. sz. 58-66°, K. h. 76-85° között élnek, 210 000 km2 területen. Hat, egymástól határozottan különváló nyelvjáráson beszélnek, szomszédaik: keletre és északra a törzsrokon hantik, nyugatra a komik, délnyugatra és délre az oroszok, délkeletre a tatárok. A manysiföldi falvak száma 247, ebből azonban csak 179 manysi, a többi falu: 14 hanti, 44 orosz (eloroszosodott manysik), 10-ből pedig kiköltöztek. Falvaik 2-3 házból állnak, a legnagyobb sincs több 7 háznál. Az egész manysiföld lápos, mocsaras erdőségekből (fenyvesekből) áll, benne rén- és jávorszarvassal, medvével, farkassal, különböző szőrméjű rókával (fekete és fehér), nyuszttal, nyesttel, szürke mókussal, hóddal, vidrával, továbbá fajddal, császármadárral, sassal stb. Hajdan sokkal nagyobb területet foglaltak el, a XVII. századi Jugria (beleszámítva az hantik földjét is) 890 000 km2 volt, benne 46 bekerített helységgel vagy várossal, melyben több mint 50 fejedelem uralkodott, az előkelők számára pedig abból következtethetünk, hogy egy ízben (1500 körül) az oroszok ezernél többet ejtettek közülük fogságba, ami alapján a hanti-manysi nép akkor legalább 80-100 ezer fősre becsülhető. Az 1631-i fekete himlő azonban elragadta az élők felét, és ezt a csapást nem tudták kiheverni. A XVIII. század vége felé körülbelül 40 000 hanti és 12 000 manysi volt, azóta ez a szám lassan apadt, a XX. század elején a két nép legfeljebb 35 000 főből állt.
Vallásos világnézetük alapja a természetimádás, legfőbb istenük az ég és a föld teremtője, akit Numi Tarémnek vagy Tórémnek neveznek, aki maga az ég. Mellette igen előkelő helyet foglalnak el az „ég fiak” (tarem-pîhet), avagy a nemzeti hősök szellemei, akik között a legnevezetesebbek: a „világ ügyelő” Szarnyu-atér (arany fejedelem), Numi Tarém legkisebb fia és a munkeszi Khant-tarém (had-isten), ők már bizonyos helyhez vannak kötve, ahol egykor székeltek. Ezeken a helyeken vannak bálványaik (ún. pupi) is, melyek szent helyek, így tisztátalan állapotban nem szabad megjelenni, továbbá nem szabad füvet leszakítani, gallyat letörni, vagy vizéből inni, főzni. Ezeken az istenségeken kívül vannak különböző földalatti, vízi, tűzifa, hegyi s erdei manók és tündérek, mint pl. a betegség- és halálhozó Khulya-atér, az erdőkre és vadjaira ügyelő Meng. Nevezetesebb mitikus alakok még Kaltés asszony és Elmkhalesz (a lég halandója), aki a főisten rendelkezésének  végrehajtója: a föld, hegységek, emberek, állatok, életfoglalkozási eszközök stb. megalkotásában vett részt.
Életmódjuk vadászat, halászat és rénszarvas-tenyésztés. Földműveléssel csak az eloroszosodó félben lévő déli manysik foglalkoznak. Vadfogásra (rén- és jávorszarvas, medve, nyuszt, szürke mókus, madarak) fegyvereken kívül csapdát, farkasvermet és madárhálót használnak. Halászeszközeik a háló, varsa és csége. Csónakjaik kivájt fatörzsből állnak, volt azonban régebben könnyű nyírhéj-csónakjuk is. Házi állatuk a kutya és a rénszarvas, de az énekek szerint egykor lovaik is voltak. Gazdaságuk rénszarvasnyájakból áll. Midőn Reguly Antal köztük járt, a leggazdagabbnak (Kaszimov Eleknek), 19 000 rénszarvasból álló nyája volt. Fő táplálékuk a rénszarvas- és jávorszarvashús, nyers és szárított hal, halzsír, szárított földi bogyók, cirbolyadió, nagyon kedvelik a medvehúst, valamint a lóhúst, melyből az északi manysik kolbászt (ún. ászék) is készítenek, a kenyér idegen (perzsa) eredetű nyalánkság, melyet hamuban sütnek. Van mézsörük s nyírfavizük, melyet orvosságnak is használnak. Házaikat egykor a földbe vájták: ez négyszögű gödör volt, falait facölöpök alkották, melyre a föld színén rudakból összerótt és földdel/gyeppel borított tető került, amelyen oldalt vagy középen a világosságnak és a füstnek nyílást hagytak, melyet éjjel nyírfakéreggel vagy bőrtakaróval fedtek el. A ház közelében magas oszlopokon áll az élelmiszereknek a hombár. Van téli és nyári lakásuk.

## Népköltészet
Népköltészetük megbecsülhetetlen anyagának összegyűjtésében a magyar Reguly Antal (1843-1844) és Munkácsi Bernát (1888-89) fáradozott. Reguly az énekeket Jurkinas Bahtjár, egy manysi (vogul) sámán után jegyezte föl. Munkácsinak különösen Pérse (Mihail Gregorics Persin), egy régi manysi nemzetség utolsó sarja, illetve Tatjana Alekszejevna Szotyinova, a fentebb említett Jurkina növendéke volt nagy segítségére. Reguly hagyatékának egy részét Hunfalvy Pál adta ki A vogul föld és nép (Pest 1864) c. nagy munkában, a többit Munkácsi fejtette meg s közölte a manysi népköltési gyűjtemény (Budapest 1892-97) eddig megjelent négy kötetében, melyek a következők:
1. kötet: Regék és énekek a világ teremtéséről
2. kötet: Istenek hősi énekei, regéi és idéző igéi
3. kötet: Medveénekek
4. kötet: Életképek. Sorsénekek, vitézi énekek, medveünnepi szinjátékok, állaténekek, mesék, találós mesék, néprajzi apróságok földrajzi névjegyzék.

Ezeken kívül néhány vallásos műből áll az egész manysi (vogul) irodalom.
- Miatyánk (Wissen Miklós, 1748, Lipcse) (Hunfalvynál 241. old.)
- Tízparancsolat (Szatigin) (uo. 243-254. old.)
- Máté és Márk evangéliuma (Popov Gergely) (először közzétette az Angol Bibliai Társaság és ezután Hunfalvy Pál Nyelvtudományi Közlemények IX-X., 1872-73)

Illetve Munkácsi B. hozott magával útjából egy Máté, Márk és Lukács evangéliumát magában foglaló vogul kéziratot, melyet Feliczin Péter fordított le.
- Vogul nyelvtan (Hunfalvy Pál)
- Egy vogul monda (Akadémiai Ért. 1859, I. 285.)

A kondai vogul nyelv, Nyelvtudományi Közlemények IX-X., Pest 1872-739 és Munkácsi B. (A vogul nyelvjárások, Budapest 1894) készített. Szótárt Szilasi M. (Nyelvtudományi Közlemények XXV. 1895) állított össze. Életmódjukról, szokásaikról stb. a 18. századbeli utazók: Strahlenberg Fülöp János (1709-23), Pallas P. G. (1770-72) és aztán Reguly Antal számolt be.
- Hunfalvy Pál: A vogul föld
- Castrén, Matthias Alexander–August Ahlqvist: Mucstelmín Matkoilta Venäjällä. Emlékezések Oroszországban tett utazásairól (Helsingfors, 1859)
- Munkácsi Bernát: Nyelvészeti tanulmányutam a vogulok földjén (Budapest, 1889)
- A medveeskü népszokása a voguloknál (Hunfalvy-album, 1891, 113-132.)
- A vogul költőről (182-188.)
- A vogul pogány ősvallása (Ethnographia IV., 1893, 32-54.)
- A régi osztják társadalom (uo. V. 1894, 352-368.)
- Pápai Károly: A voguloknál és osztjákoknál (Ethnographia I. 1890, 130)
- A vogul házasság (Hunfalvy-album, 1891, 133-150)
- Der Typus d. Ugrier, Ethnologische Mittheilungen aus Ungarn, III. 1894. 257-276.)
- Hunfalvy Pál: A vogul föld és nép (Pest, 1864)

Őskorukról az Ethnographia közölt egy pár tanulmányt.

## A manysik és a honfoglaló magyarok genetikai rokonsága
Az archeogenetika fejlődésével a honfoglaló magyarok eredetét kutató tudósok új eredményekre jutottak. 2022 májusában Török Tibor és Neparáczki Endre archeogenetikusok mintegy harminc társukkal tanulmányt tettek közzé a Current Biology című nemzetközi szaklapban, amelyben kimutatták, hogy a honfoglaló magyarok magját képező népesség finnugor származású volt, 50% manysi, 35% szarmata és 15% hsziungnu/hun genom modellezhető.

„Kiderült, hogy a manysik többszörösen közelebb állnak a honfoglalókhoz, mint a többi vizsgált nép. […] A manysik ősei lehettek ősei a honfoglalóknak, fordítva viszont ez nem igaz. A nyelvészeti hipotézis tehát ül. A honfoglaló magyarok magnépessége finnugor származású volt. Gyakorlatilag igazoltuk genetikailag a finnugor elméletet.”

– Török Tibor előadása